# Gang Bang Band
Gang Bang Band (Ibland som GangBang Band eller GangBangBand) var ett kortlivat glamrockband i London i slutet av 1980-talet. Den så kallade supergruppen grundades år 1987 av René Berg (Idle Flowers, The Dark, Hanoi Rocks), Bernie Tormé (Ian Gillan, Ozzy Osbourne, Dee Snider, m.fl), Nasty Suicide (Hanoi Rocks, Cherry Bombz), samt medlemmar av Quireboys, The Babysitters och Wolfsbane.
Gang Bang Band spelade ett antal konserter och gav också ut en singel på Quiet Records i augusti 1987. Nasty Suicide kom i gräl med några av de andra medlemmarna och krävde att hans namn skulle tas bort från konvolutet. Det här ångrade han senare, men för sent för att få tillbaka det.

## Medlemmar
- Buttz – sång
- Dumpy Dunnell – sång
- Spike – sång
- Nasty Suicide (Jan-Markus Stenfors) – gitarr
- Bernie Tormé – gitarr
- René Berg – basgitarr, sång
- Smash – trummor

## Diskografi
12" singel
- "Gang Bang" / "Are You Lonesome Tonight" / "Wet Dream" / "Lucille" (12' vinyl, 1987) ("Wet Dream" och "Lucille" är live-inspelningar.)